# Чесма (броненосець)
46°18′00″ пн. ш. 31°25′00″ сх. д. / 46.3° пн. ш. 31.41666667° сх. д.
Чесма — ескадрений броненосець Чорноморського флоту, другий у серії з чотирьох кораблів типу «Катерина II».
Будувався у Севастополі, на верфі РТПіТу. 30 вересня 1883 року отримав назву «Чесма». Закладено 25 вересня 1884 року. Спущений на воду 18 травня 1886 року, вступив у дію 17 травня 1889 року. 18 березня 1907 року роззброєний і зданий у порт. З 1912 року використовувався як мішень.
Спостерігачем від Морського міністерства під час будівництва броненосця був капітан корпусу корабельних інженерів А. П. Торопов, його помічником — поручик О. Е. Шотт. Будівельником від РОПіТ був призначений штабс-капітан К. М. Арцеулов.

## Будівництво
30 червня 1882 року у Севастополі член правління РТПіТ Н. Н. Сушев уклав договір із конторою Санкт-Петербурзького порту на будівництво за кресленнями і специфікаціям першого чорноморського броненосця «Катерина II» ще двох кораблів. Товариство зобов'язувалося негайно приступити до будівництва та виготовити все, крім машин, броні, артилерії, шлюпок, якорів із ланцюгами та такелажу. Фактично РТПіТ виготовляло тільки корпуси кораблів і вже в процесі будівництва встановлювало все перераховане вище обладнання, яке Морське міністерство зобов'язалося постачати в заздалегідь обумовлені терміни.

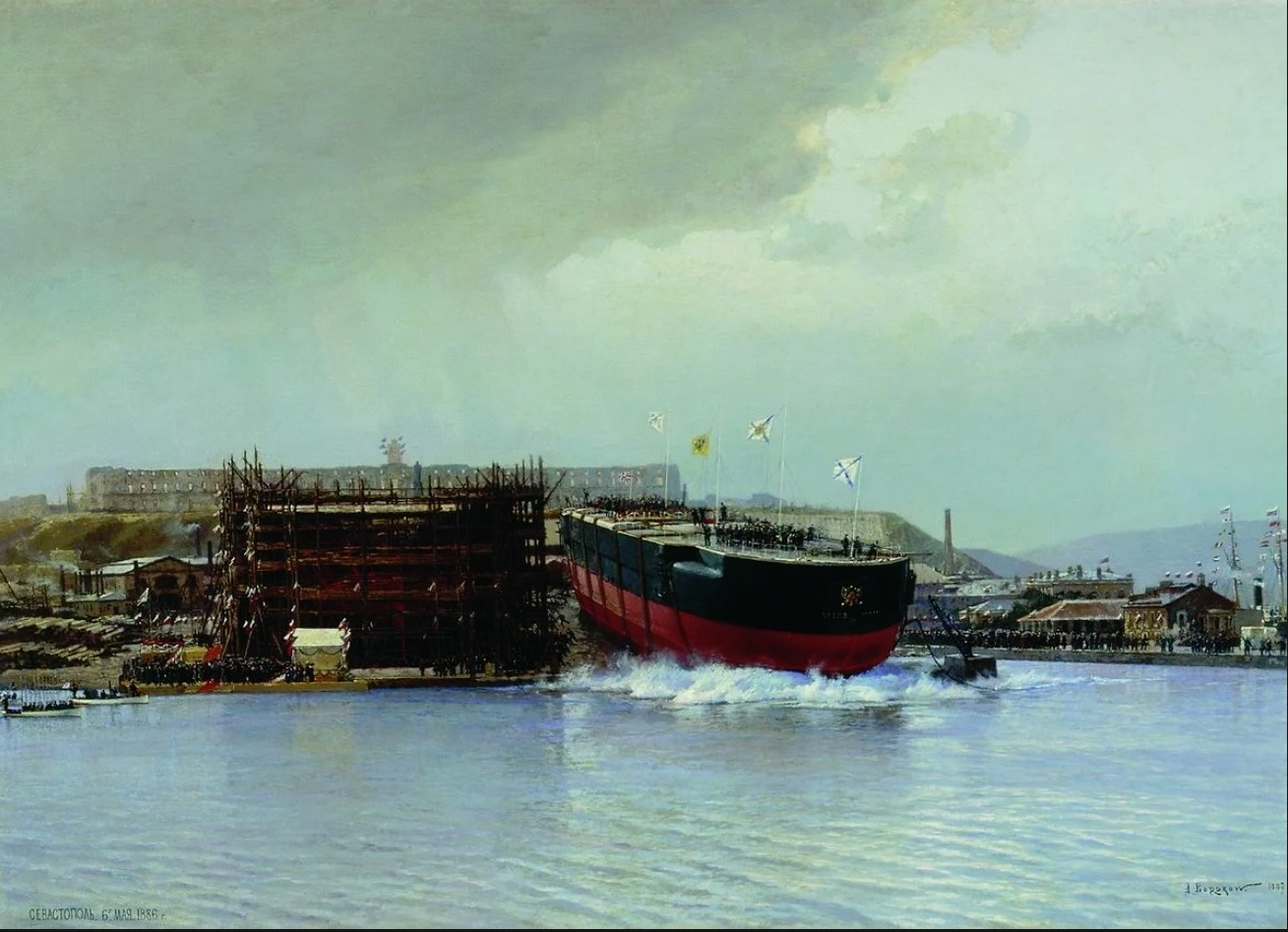
«Спуск броненосця „Чесма“ у Севастополі», картина художника О. К. Беггрова, (1887)

Під час будівництва броненосця МТК враховував досвід служби «Петра Великого». В кінці серпня 1883 адмірал І. О. Шестаков наказав розглянути в Морському технічному комітеті питання про продовження броні на всю довжину корабля, скорочення кількості 305-мм гармат до чотирьох і розміщення їх у вежах французької фірми «Форж і Шантьє», про розміщення чотирнадцяти 152-мм гармат на батарейній палубі. У грудні 1883 року МТК затвердив подовження броньового поясу, але відмовився зміни озброєння.
Замовлення на броню було розміщено на заводі «Кемел» у Шеффілді. Два гарматних верстата 305-мм гармат, що знижуються, замовили англійському заводу Андерсона, розраховуючи за ними зробити потім чотири інших на Обухівському заводі. 12 лютого 1884 року з бельгійською фірмою «Джон Коккеріль» було укладено контракт на будівництво двох трициліндрових машин, парових котлів та допоміжних механізмів до них.
Маючи намір ввести «Чесму» в дію одночасно з «Катериною II», у липні 1884 року Морське міністерство запросило правління РТПіТ про прискорення на кораблі темпу робіт і перенесення його спуску на воду на травень 1886 року, заради чого було відкладено замовлення машин для «Сінопа» та спуск його на воду.
У листопаді 1885 року за пропозицією командира броненосного фрегата «Князь Пожарський» капітана 1-го рангу С. О. Макарова на «Чесмі» провели випробування водонепроникних перебірок, які за результатами випробування посилили косинцями та Z-подібними смугами.
Після спуску на воду виявилося, що броненосець має перенавантаження 639 тонн порівняно з проектом. Для полегшення «Чесми» та «Сінопа» капітан Торопов запропонував зменшити ширину і зрізати на 381 мм верхній каземат, проте ці роботи затримали б добудову «Чесми» на чотири місяці, і тимчасовий керуючий Морським міністерством адмірал М.&nbsp;М.&nbsp;Чихачев наказав виконати відповідні роботи тільки на «Сінопі», який ще стояв на стапелі.
26 березня 1887 року провели першу парову пробу головних машин. Перше ходове випробування провели лише 17 червня 1888, але через недосвідченість кочегарів зуміли розвинути потужність лише 7601 к. с. і швидкість 12,8 вузлів. Випробування визнали невдалими. Друге офіційне випробування відбулось 24 червня. Корабель розвинув швидкість 13,5 вузла за потужності машин 9059 к. с. Присутній інспектор від МТК М. Г. Нозіков визнав невдалим і це випробування. MTK вимагав від бельгійців провести установку ще шести додаткових вентиляторів до шести, що є в котельних відділеннях, на що товариство запросило ще півроку. У результаті парові машини «Чесми» тривалий час вважалися найкращими на флоті, але через малу продуктивність котлів нормальна швидкість броненосця не перевищувала 13,5 вузлів.

## Історія служби
Перший рік служби виявив необхідність укріплення обшивки під лапами кронштейнів, посилення форсованої тяги котлів, додаткового кріплення палуби під носовими барбетними установками. Артилерійські випробування виявили низку конструктивних недоліків, основним з яких було обмеження сектора стрільби на ніс та корму через слабкість кріплень верхньої палуби.

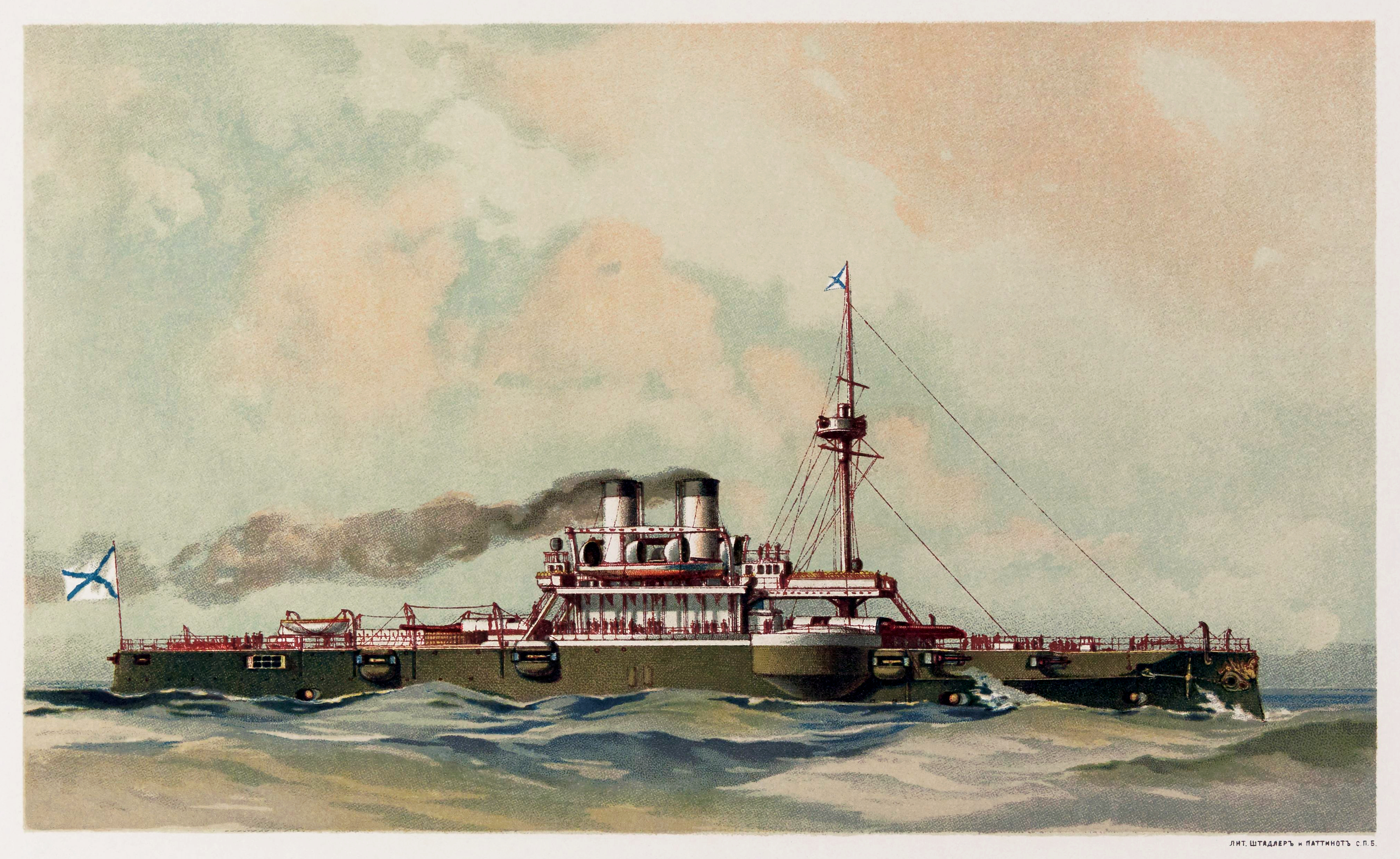
Броненосний корабель «Чесма», мал. 1892 р.

Оскільки на «Чесмі» були встановлені важкі 305-мм гармати з довжиною ствола 35 калібрів, а барбетні установки були рознесені занадто широко, при наведенні гармат головного калібру на траверз корабель зазнавав значного крену, що дуже ускладнювало стрільбу.
Броненосець благополучно дослужив до кінця російсько-японської війни, хоча в нього неодноразово виникали неприємності з машинно-котельною установкою.
Катастрофа російського флоту при Порт-Артурі і Цусімі змушувала дбайливо ставитися до кожного корабля, у тому числі і застарілого. У червні 1903 року Санкт-Петербурзькі заводи Металевий, Обухівський і Путилівський розпочали розробку проектів двогарматної баштової установки, в якій передбачалося розмістити нові 305-мм гармати Обухівського заводу з довжиною ствола в 40 калібрів. Такі баштові установки передбачалося поставити на броненосець «Чесма», переозброєння якого передбачалося провести найближчим часом, однак у червні 1905 року від планів переозброєння броненосця відмовилися і призначені для нього установки визначили на броненосець «Іван Златоуст».
18 березня 1907 року «Чесма» була роззброєна та здана в порт на консервацію.
Після 9 квітня 1912 року броненосець було виведено з активної служби та перейменовано на «Виключене судно № 4». Влітку того ж року його почали використовувати для перевірки схеми бронювання нових дредноутів типу «Севастополь». Колишній броненосець відбуксирували до Тендрівської коси та розстріляли з лінійного корабля «Іван Златоуст». Також по броненосцю були проведені торпедні стрільби.
Стрільба велася майже впритул. Уламки потужних «післясусимських» снарядів разом з уламками судна-мішені долітали майже до борту лінкора, що здригався від залпів. [Іван Златоуст (лінкор)|«Іван Златоуст»]]. А ціллю його комендорам слугував старий корабель — такий собі симбіоз допотопного барбетного броненосця і нового дредноута. Це був один із первістків російського броненосного кораблебудування «Чесма», у корпус якого «врізали» повномасштабний відсік балтійського лінкору типу «Севастополь». Мала дальність стрільба забезпечувала високу точність влучань (аж до конкретної броньової плити), а реальну дальність морського бою імітували зменшенням порохових зарядів та наданням «Чесмі» необхідного крену — таким чином змінювався кут зустрічі снаряда з бронею.
Корпус розстріляного броненосця досі спочиває на дні біля Тендрівської коси (знайдено аквалангістами Миколаївського клубу «Садко»).

## Командири
- 01.1886 — 1888 — капітан 1-го рангу Тиртов Сергій Петрович
- 02.1888 — 1890 — капітан 1-го рангу Лавров Іван Михайлович
- 01.1891 — 1895 — капітан 1-го рангу Вальронд Костянтин Ростиславович
- 11.1901 — хххх — капітан 1-го рангу Баль Митрофан Якович
- хх.хх.1903 — 17.11.1903 — капітан 1-го рангу барон Нолькен Магнус Генріхович
- 23.12.1903 — хх.хх.хххх — капітан 1-го рангу Бергель Костянтин Владиславович